# GPR52
GPR52 (англ. G protein-coupled receptor 52) – білок, який кодується однойменним геном, розташованим у людей на короткому плечі 1-ї хромосоми.  Довжина поліпептидного ланцюга білка становить 361 амінокислот, а молекулярна маса — 41 354.
| 10         |  | 20         |  | 30         |  | 40         |  | 50         |
| ---------- |  | ---------- |  | ---------- |  | ---------- |  | ---------- |
| MNESRWTEWR |  | ILNMSSGIVN |  | VSERHSCPLG |  | FGHYSVVDVC |  | IFETVVIVLL |
| TFLIIAGNLT |  | VIFVFHCAPL |  | LHHYTTSYFI |  | QTMAYADLFV |  | GVSCLVPTLS |
| LLHYSTGVHE |  | SLTCQVFGYI |  | ISVLKSVSMA |  | CLACISVDRY |  | LAITKPLSYN |
| QLVTPCRLRI |  | CIILIWIYSC |  | LIFLPSFFGW |  | GKPGYHGDIF |  | EWCATSWLTS |
| AYFTGFIVCL |  | LYAPAAFVVC |  | FTYFHIFKIC |  | RQHTKEINDR |  | RARFPSHEVD |
| SSRETGHSPD |  | RRYAMVLFRI |  | TSVFYMLWLP |  | YIIYFLLESS |  | RVLDNPTLSF |
| LTTWLAISNS |  | FCNCVIYSLS |  | NSVFRLGLRR |  | LSETMCTSCM |  | CVKDQEAQEP |
| KPRKRANSCS |  | I          |  |            |  |            |  |            |

A: Аланін

C: Цистеїн

D: Аспарагінова кислота

E: Глутамінова кислота

F: Фенілаланін

G: Гліцин

H: Гістидин

I: Ізолейцин

K: Лізин

L: Лейцин

M: Метіонін

N: Аспарагін

P: Пролін

Q: Глутамін

R: Аргінін

S: Серин

T: Треонін

V: Валін

W: Триптофан

Кодований геном білок за функціями належить до рецепторів, g-білокспряжених рецепторів, білків внутрішньоклітинного сигналінгу. 
Локалізований у клітинній мембрані, мембрані.